# Лукомор'я (Сибір)
Лукомор'я — історична область на північному заході Сибіру у сучасних Ямало-Ненецькому й Ханти-Мансійському автономних округах.
На ранніх західноєвропейських картах, Lucomoria" позначало територію, прилеглу до правого (східного) берегу Обської губи по сусідству з Обдорою. Обська губа зображувалася витягнутою до середньої течії Обі, звідси традиція давніх картографів фіксувати країну Лукоморія в районі сучасної Томської області.
У «Записках про Московію» Зигмунд Герберштайн стверджував, що Лукомор'я розташоване в горах по ту сторону Обі", «…а з Лукоморських гір витікає річка Коссин… Разом з річкою, бере початок друга річка Кассіма, і протекши через Лукоморію, впадає у велику річку Тахнін». Даний опис на думку М. Ф. Розена відповідає правобережжю Обі навпроти гирла Іртиша, а Лукоморські гори він ототожнював із західними схилами Сибірських Увалів.
На карті Ніколаса Вітсена довжина Обської губи відповідала дійсності.

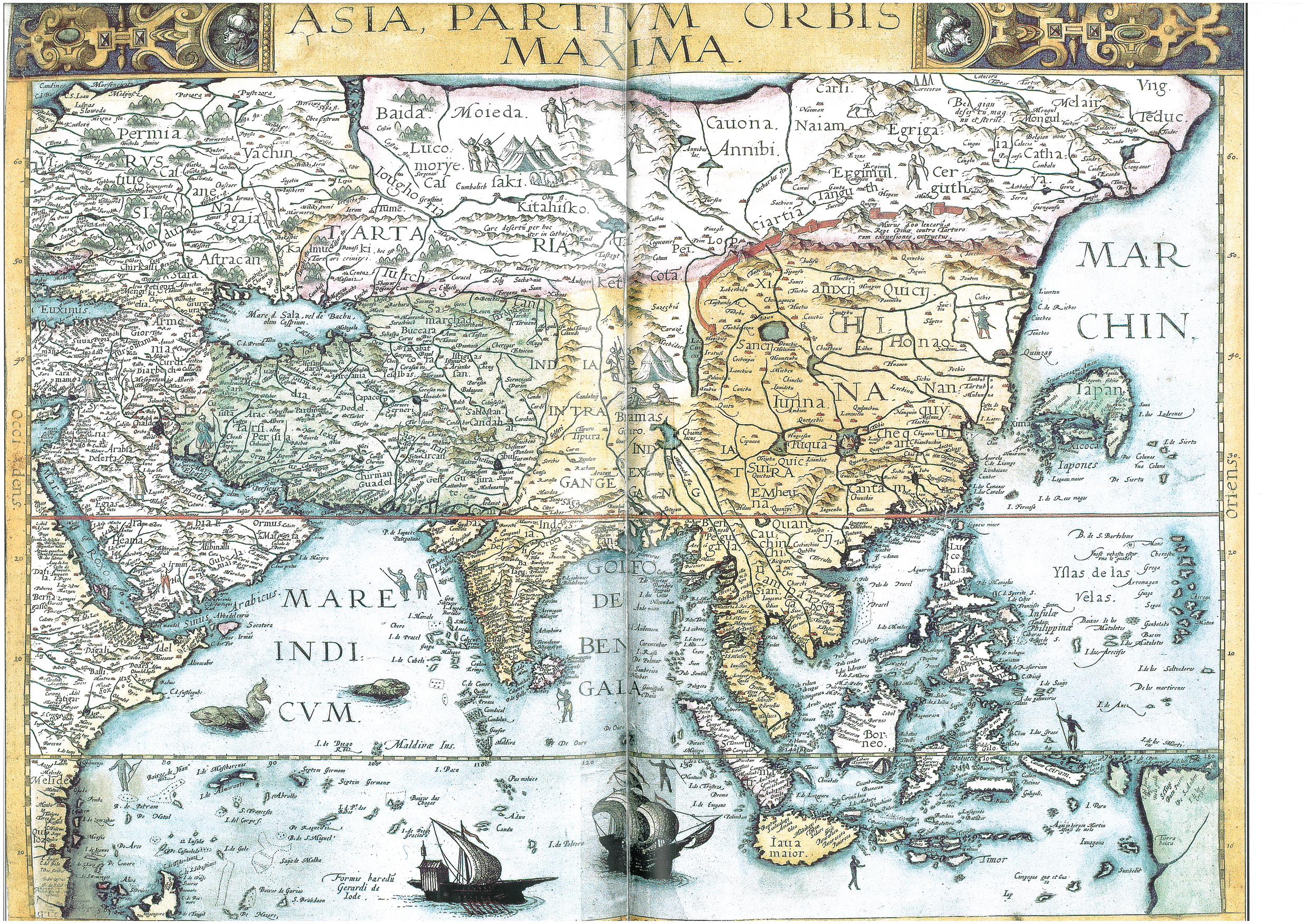
На мапі Азії 1593 року
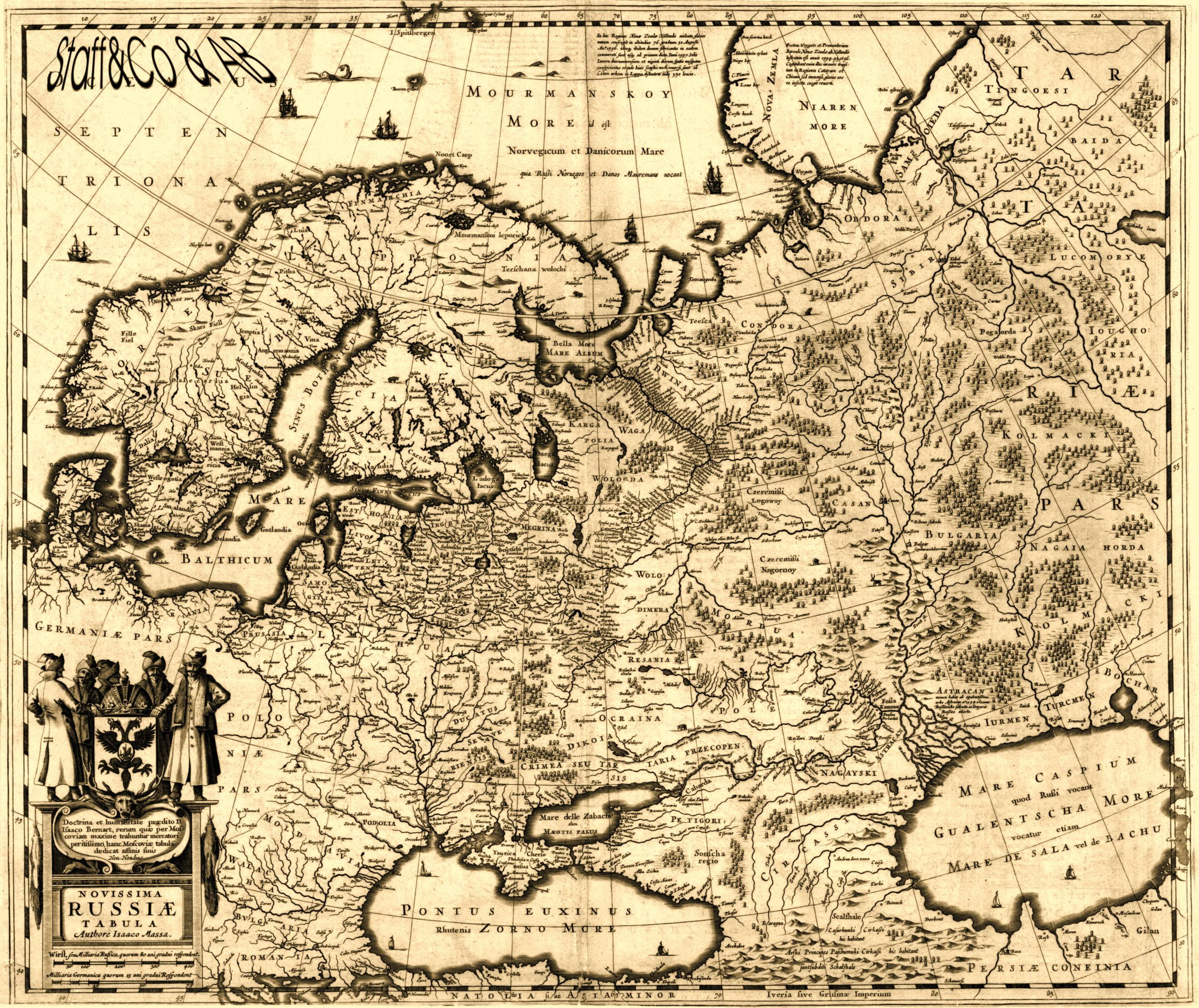
На «новітній карті Русії» 1638 року
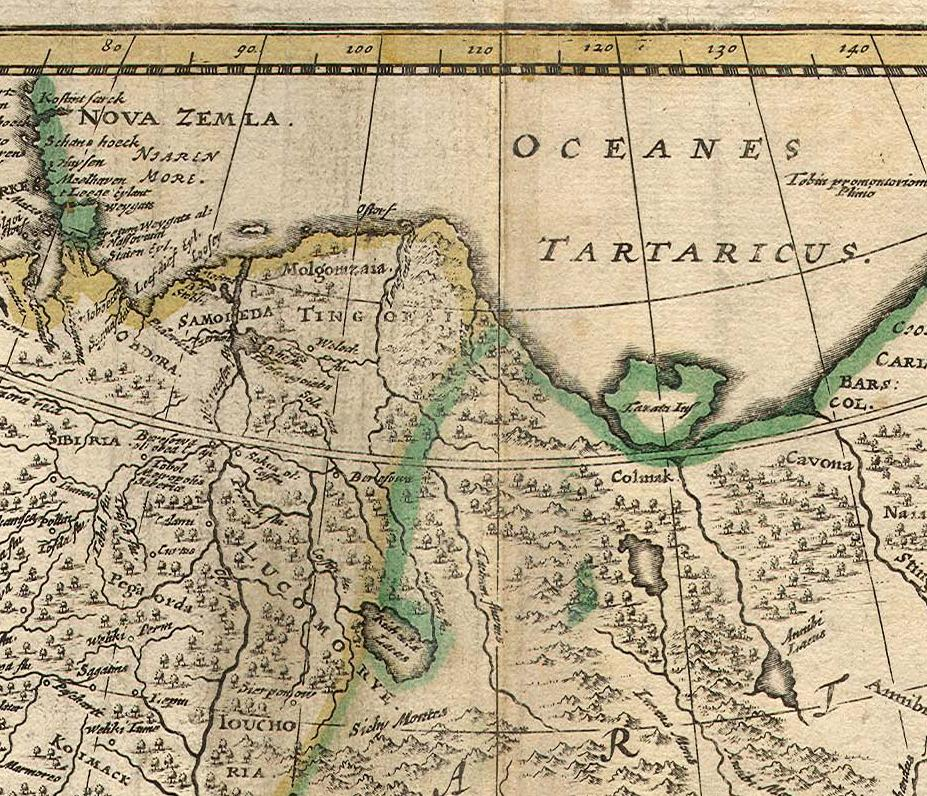
Фрагмент мапи «Азія» з 5 карт ван Шагена, де зображено Лукомор'я, 1680 рік.